# Permethrin
Permethrin je syntetická organická sloučenina široce používaná jako insekticid, akaricid a repelent. Patří do skupiny látek nazývaných pyrethroidy. Působí jako neurotoxin, zasahuje do funkce neuronů prodlužováním aktivace sodíkových kanálů. Není známo, že by byl permethrin škodlivý pro většinu savců a ptáků, je však velmi toxický pro ryby a kočky. Pro savce má obecně nízkou toxicitu a špatně se vstřebává kůží.

## Použití
V zemědělství se permethrin používá především pro ochranu bavlny, pšenice, kukuřice a tolice, též pro ničení parazitů na kuřatech nebo jiné drůbeži. V Evropě má také obrovský význam pro ošetřování dřeva proti dřevokaznému hmyzu. Použití permethrinu je kontroverzní, protože jako širokospektrální chemikálie působí neselektivně. Hubí nejen příslušný škodlivý hmyz, ale také mnoho užitečného hmyzu včetně včely medonosné, vodní živočichy a malé savce, například myši.
Nedávno byla v Jižní Africe nalezena v mateřském mléce rezidua permethrinu společně s DDT v oblasti, kde se používalo DDT v rámci boje proti malárii, a kde se používaly pyrethroidy v drobném zemědělství.
Permethrin je jedovatý pro kočky a mnoho koček zahynulo poté, co na ně byly aplikovány přípravky proti blechám určené pro psy, nebo po kontaktu se psy čerstvě ošetřenými přípravky s permethrinem.
Permethrin se používá také ve zdravotnictví, a to proti parazitům, jako jsou vši a zákožka svrabová, a také v průmyslu a domácnostech při boji proti škůdcům, například mravencům a termitům. Avšak publikace British National Formulary uvádí, že proti vším je permethrin málo účinný.
Permethrin zabíjí klíšťata při kontaktu s ošetřeným oblečením. Metodou redukce populace klíšťat na zvěři prostřednictvím působení u hlodavců, kteří klíšťata přenášejí, jsou biologicky rozložitelné kartonové trubice s vatou napuštěnou permethrinem. Takto fungují komerčně vyráběné prostředky proti klíšťatům. Myši sbírají vatu pro budování svých hnízd. Permethrin ve vatě rychle zabíjí jakákoli nedospělá klíšťata, která sají na myších. Je důležité dávat trubice tam, kde je myši najdou, například do hustého temného mlází nebo ke kmenům stromů. Myši nerady sbírají vatu z otevřené louky. Při prevenci lymské boreliózy jsou nejúčinnější, pokud se aplikují časně zjara nebo v pozdním létě. Podle Connecticut Department of Public Health má permethrin "nízkou toxicitu pro savce, špatně se vstřebává kůží a v těle je rychle inaktivován. Kožní reakce nejsou obvyklé." Permethrin se používá u lidí proti vším a svrabu, obvyklý předpis je 5% koncentrace proti svrabu, volně prodejné prostředky proti vším a muňkám mají obvykle koncentraci 1 %.
V tropických oblastech se permethrin používá k prevenci nemocí přenášených komáry, například horečky dengue nebo malárie. Moskytiéry používané pro zakrývání lůžek se napouštějí roztokem permethrinu. To zvyšuje jejich účinnost tím, že je parazitický hmyz usmrcován dřív, než najde škvíry nebo díry v síti. Malárie zabíjí každý rok celosvětově 1–3 miliony lidí a permethrin je považován za velmi málo (pokud vůbec) toxický pro člověka. Vojáci cvičící v endemických oblastech mohou mít instrukce ošetřovat své uniformy permethrinem.

## Stereochemie
Permethrin má čtyři stereoizomery (dva enantiomerní páry), vyvstávající ze dvou stereocenter v cyklopropanovém kruhu. Enantiomerní dvojice trans je známa jako transpermethrin.

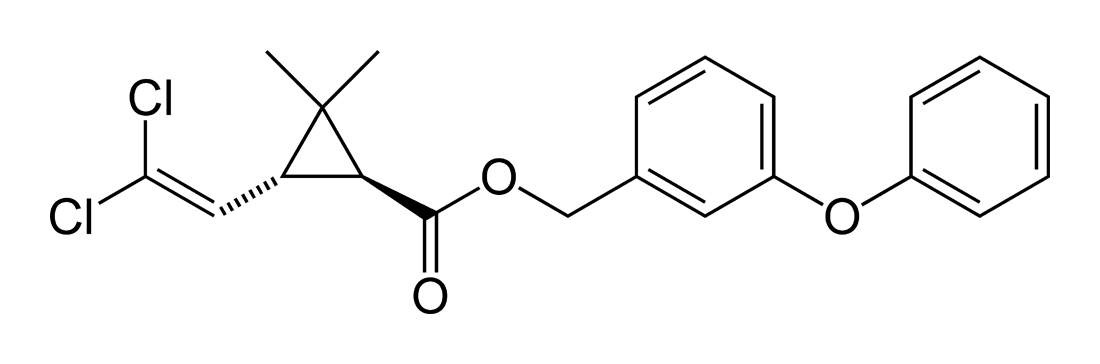
(1R)-trans-kyselá část, známá jako biopermethrin
(1S)-trans-kyselá část
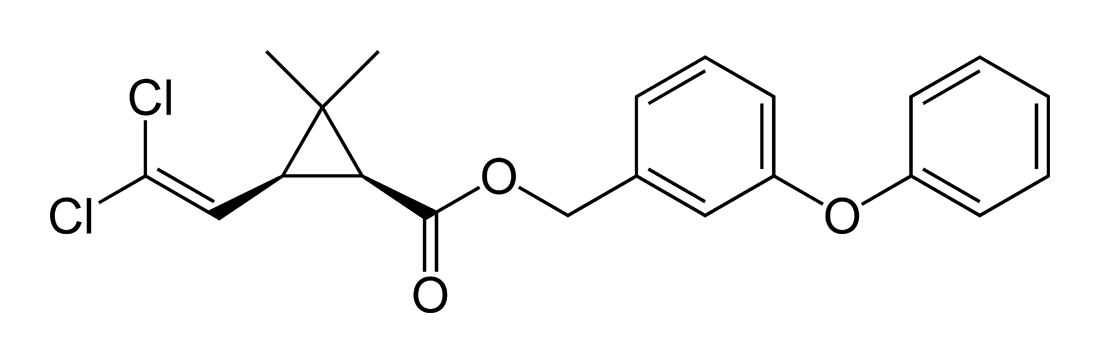
jeden cis enantiomer
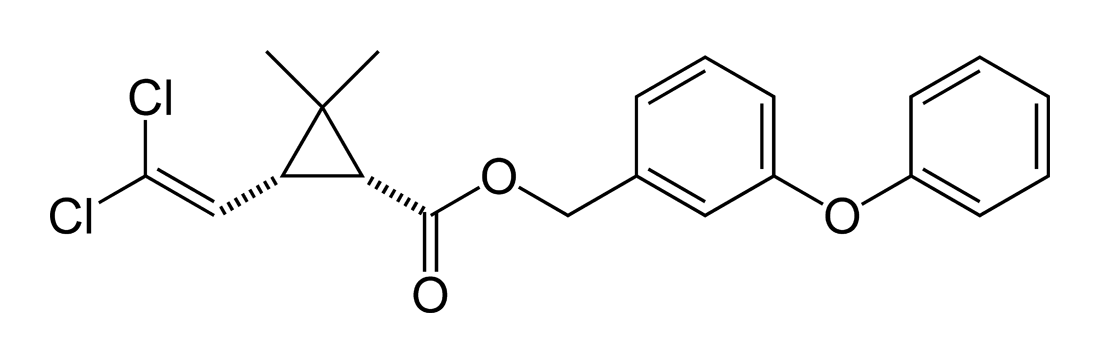
druhý cis enantiomer

## Toxicita
Permethrin je extrémně toxický pro ryby. V blízkosti vodních zdrojů je potřeba při používání přípravků s permethrinem zvlášť velká opatrnost.
Permethrin je velmi jedovatý i pro kočky. Přípravky proti blechám a klíšťatům určené pro psy (a nesoucí takové označení) mohou u koček způsobit permethrinovou toxikózu.
Permethrin má voskovou strukturu a pro potřebu postřiku se rozpouští pomocí denaturovaného nebo kosmetického lihu. V případě laické přípravy postřiku je třeba s ním zacházet velmi opatrně, neboť pevně ulpívá na textiliích i předmětech a těžce se z nich odstraňuje. Při dlouhodobějším kontaktu s ošetřenými textiliemi či předměty může lidem způsobovat silné alergické reakce, a pak nastává problém, jak permethrin z předmětů odstranit nebo zneutralizovat. Proto je z opatrnosti třeba začít raději se slabšími koncentracemi, např. max do 3 %. To představuje např. 10 ml permetrhrinu ve formě vosku na cca 350 ml lihu o koncentraci 96%. Z textilií lze permethrin odstranit důkladným vypráním při teplotě nad 60 stupňů, nebo alespoň důkladným vyvětráním a vystavením intenzivnímu slunci.
Permethrin je EPA klasifikován jako pravděpodobný lidský karcinogen, a to na základě reprodukovatelných studií u myší krmených permethrinem, u kterých se vyvíjely nádory jater a plic. Je podezření také na karcinogenní účinek na buňky nosní sliznice při inhalační expozici, protože byla pozorována genotoxicita na vzorcích lidské tkáně. Na játrech potkanů se zase při orální expozici častěji objevovaly přednádorové léze, což zakládá obavy z tohoto druhu expozice.